# 76. ceremonia wręczenia nagród Brytyjskiej Akademii Filmowej
76. ceremonia wręczenia nagród Brytyjskiej Akademii Filmowej za rok 2022 odbyła się 19 lutego 2023 roku w Royal Festival Hall w Londynie.
Nominowani zostali ogłoszeni 19 stycznia 2023 roku.
Nominacje ogłosili aktorzy Hayley Atwell i Toheeb Jimoh.
Najwięcej nominacji (czternaście) otrzymał film Na Zachodzie bez zmian.
To była druga ceremonia wręczenia tych nagród, która nie odbyła się w Royal Albert Hall (pierwszy raz miało to miejsce w 2016 roku).

## Laureaci i nominowani
Laureaci nagród objęci są wytłuszczeniem.

### Najlepszy film
- Na Zachodzie bez zmian – Malte Grunert(inne języki)
  - Duchy Inisherin – Graham Broadbent, Pete Czernin i Martin McDonagh
  - Elvis – Gail Berman, Baz Luhrmann, Catherine Martin, Patrick McCormick i Schuyler Weiss
  - Wszystko wszędzie naraz –  Daniel Kwan i Daniel Scheinert(inne języki), Jonathan Wang
  - Tár – Todd Field, Scott Lambert i Alexandra Milchan

### Najlepszy brytyjski film
(Nagroda im. Alexandra Kordy)
- Duchy Inisherin – Graham Broadbent, Pete Czernin i Martin McDonagh
  - Aftersun – Charlotte Wells, Mark Ceryak, Amy Jackson, Barry Jenkins i Adele Romanski
  - Brian i Charles(inne języki) – Jim Archer, Rupert Majendie, David Earl i Chris Hayward
  - Imperium światła(inne języki) – Sam Mendes i Pippa Harris
  - Powodzenia, Leo Grande – Sophie Hyde, Debbie Gray, Adrian Politowski i Katy Brand
  - Życie – Oliver Hermanus, Elizabeth Karlsen, Stephen Woolley i Kazuo Ishiguro
  - Matylda(inne języki) – Matthew Warchus, Tim Bevan, Eric Fellner, Jon Finn, Luke Kelly i Dennis Kelly
  - Patrz jak kręcą – Tom George, Gina Carter, Damian Jones i Mark Chappell
  - Pływaczki(inne języki) – Sally El Hosaini i Jack Thorne
  - Osobliwość – Sebastián Lelio, Ed Guiney, Juliette Howell, Andrew Lowe, Tessa Ross, Alice Birch i Emma Donoghue

### Najlepszy film nieanglojęzyczny
- Na Zachodzie bez zmian – Edward Berger i Malte Grunert(inne języki)
  - Argentyna, 1985(inne języki) – Santiago Mitre(inne języki)
  - W gorsecie – Marie Kreutzer
  - Podejrzana – Park Chan-wook i Ko Dae-seok
  - Cicha dziewczyna(inne języki) – Colm Bairéad i Cleona Ní Chrualaoí

### Najlepsza reżyseria
- Edward Berger – Na Zachodzie bez zmian
  - Park Chan-wook – Podejrzana
  - Todd Field – Tár
  - Daniel Kwan i Daniel Scheinert(inne języki) – Wszystko wszędzie naraz
  - Martin McDonagh – Duchy Inisherin
  - Gina Prince-Bythewood(inne języki) – Kobieta wojownik(inne języki)

### Najlepszy scenariusz adaptowany
- Na Zachodzie bez zmian – Edward Berger, Lesley Paterson(inne języki) i Ian Stokell(inne języki)
  - Życie – Kazuo Ishiguro
  - Cicha dziewczyna(inne języki) – Colm Bairéad
  - Jednym głosem(inne języki) – Rebecca Lenkiewicz
  - Wieloryb – Samuel D. Hunter(inne języki)

### Najlepszy scenariusz oryginalny
- Duchy Inisherin – Martin McDonagh
  - Wszystko wszędzie naraz – Daniel Kwan i Daniel Scheinert(inne języki)
  - Fabelmanowie – Tony Kushner i Steven Spielberg
  - Tár – Todd Field
  - W trójkącie – Ruben Östlund

### Najlepszy aktor pierwszoplanowy
- Austin Butler – Elvis jako Elvis Presley
  - Colin Farrell – Duchy Inisherin jako Pádraic Súilleabháin
  - Brendan Fraser – Wieloryb jako Charlie
  - Daryl McCormack(inne języki) – Powodzenia, Leo Grande jako Leo Grande / Connor
  - Paul Mescal – Aftersun jako Calum Paterson
  - Bill Nighy – Życie jako Mr. Williams

### Najlepsza aktorka pierwszoplanowa
- Cate Blanchett – Tár jako Lydia Tár
  - Viola Davis – Kobieta wojownik(inne języki) jako generał Nanisca
  - Ana de Armas – Blondynka jako Norma Jeane Mortensen / Marilyn Monroe
  - Danielle Deadwyler(inne języki) – Till(inne języki) jako Mamie Till-Mobley
  - Emma Thompson – Powodzenia, Leo Grande jako Nancy Stokes / Susan Robinson
  - Michelle Yeoh – Wszystko wszędzie naraz jako Evelyn Quan Wang

### Najlepszy aktor drugoplanowy
- Barry Keoghan – Duchy Inisherin jako Dominic Kearney
  - Brendan Gleeson – Duchy Inisherin jako Colm Doherty
  - Ke Huy Quan – Wszystko wszędzie naraz jako Waymond Wang
  - Eddie Redmayne – Dobry opiekun jako Charlie Cullen
  - Albrecht Schuch(inne języki) – Na Zachodzie bez zmian jako Stanislaus "Kat" Katczinsky
  - Micheal Ward(inne języki) – Imperium światła(inne języki) jako Stephen

### Najlepsza aktorka drugoplanowa
- Kerry Condon – Duchy Inisherin jako Siobhán Súilleabháin
  - Hong Chau(inne języki) – Wieloryb jako Liz
  - Angela Bassett – Czarna Pantera: Wakanda w moim sercu jako królowa Ramonda
  - Jamie Lee Curtis – Wszystko wszędzie naraz jako Deirdre Beaubeirdre
  - Dolly de Leon(inne języki) – W trójkącie jako Abigail
  - Carey Mulligan – Jednym głosem(inne języki) jako Megan Twohey

### Najlepsza muzyka
(Nagroda im. Anthony’ego Asquitha)
- Na Zachodzie bez zmian – Volker Bertelmann(inne języki)
  - Babilon – Justin Hurwitz
  - Duchy Inisherin – Carter Burwell
  - Wszystko wszędzie naraz – Son Lux(inne języki)
  - Guillermo del Toro: Pinokio(inne języki) – Alexandre Desplat

### Najlepsze zdjęcia
- Na Zachodzie bez zmian – James Friend(inne języki)
  - Batman – Greig Fraser(inne języki)
  - Elvis – Mandy Walker
  - Imperium światła(inne języki) – Roger Deakins
  - Top Gun: Maverick – Claudio Miranda

### Najlepszy montaż
- Wszystko wszędzie naraz – Paul Rogers
  - Duchy Inisherin – Mikkel E.G. Nielsen
  - Elvis – Jonathan Redmond i Matt Villa
  - Na Zachodzie bez zmian – Sven Budelmann
  - Top Gun: Maverick – Eddie Hamilton

### Najlepsza scenografia
- Babilon – Florencia Martin i Anthony Carlino
  - Na Zachodzie bez zmian – Christian M. Goldbeck i Ernestine Hipper
  - Batman – James Chinlund i Lee Sandales
  - Elvis – Catherine Martin, Karen Murphy i Beverley Dunn
  - Guillermo del Toro: Pinokio(inne języki) – Curt Enderle i Guy Davis

### Najlepsze kostiumy
- Elvis – Catherine Martin
  - Amsterdam(inne języki) – J. R. Hawbaker i Albert Wolsky
  - Babilon – Mary Zophres
  - Na Zachodzie bez zmian – Lisy Christl
  - Paryż pani Harris – Jenny Beavan

### Najlepsza charakteryzacja i fryzury
- Elvis – Jason Baird, Mark Coulier, Louise Coulston i Shane Thomas
  - Batman – Naomi Donne, Mike Marino i Zoe Tahir
  - Na Zachodzie bez zmian – Heike Merker
  - Matylda(inne języki) – Naomi Donne, Barrie Gower i Sharon Martin
  - Wieloryb – Anne Marie Bradley, Judy Chin i Adrien Morot

### Najlepszy dźwięk
- Na Zachodzie bez zmian – Lars Ginzsel, Frank Kruse, Viktor Prášil i Markus Stemler
  - Avatar: Istota wody – Christopher Boyes, Michael Hedges, Julian Howarth, Gary Summers i Gwendolyn Yates Whittle
  - Elvis – Michael Keller, David Lee, Andy Nelson i Wayne Pashley
  - Tár – Deb Adair, Stephen Griffiths, Andy Shelley, Steve Single i Roland Winke
  - Top Gun: Maverick – Chris Burdon, James H. Mather, Al Nelson, Mark Taylor i Mark Weingarten

### Najlepsze efekty specjalne
- Avatar: Istota wody – Richard Baneham, Daniel Barrett, Joe Letteri i Eric Saindon
  - Na Zachodzie bez zmian – Markus Frank, Kamil Jafar, Viktor Müller i Frank Petzold
  - Batman – Russell Earl, Dan Lemmon, Anders Langlands i Dominic Tuohy
  - Wszystko wszędzie naraz – Benjamin Brewer, Ethan Feldbau, Jonathan Kombrinck i Zak Stoltz
  - Top Gun: Maverick – Seth Hill, Scott R. Fisher, Bryan Litson i Ryan Tudhope

### Najlepszy film animowany
- Guillermo del Toro: Pinokio(inne języki) – Guillermo del Toro, Mark Gustafson, Gary Ungar i Alex Bulkley
  - Marcel Muszelka w różowych bucikach(inne języki) – Dean Fleischer Camp, Andrew Goldman, Elisabeth Holm, Caroline Kaplan i Paul Mezey
  - Kot w butach: Ostatnie życzenie – Joel Crawford i Mark Swift
  - To nie wypanda – Domee Shi i Lindsey Collins

### Najlepszy krótkometrażowy film animowany
- Chłopiec, kret, lis i koń – Peter Baynton, Charlie Mackesy, Cara Speller and Hannah Minghella
  - Middle Watch – John Stevenson, Aiesha Penwarden i Giles Healy
  - Your Mountain Is Waiting – Hannah Jacobs, Zoe Muslim i Harriet Gillian

### Najlepszy film krótkometrażowy
- Irlandzkie pożegnanie – Tom Berkeley i Ross White
  - Bazigaga – Jo Ingabire Moys i Stephanie Charmail
  - Bus Girl – Jessica Henwick i Louise Palmkvist Hansen
  - A Drifting Up – Jacob Lee
  - The Ballad of Olive Morris – Alex Kayode-Kay

### Najlepszy film dokumentalny
- Nawalny – Daniel Roher, Diane Becker, Shane Boris, Melanie Miller i Odessa Rae
  - Całe to piękno i krew – Laura Poitras, Howard Gertler, Nan Goldin, Yoni Golijov i John Lyons
  - Wulkan miłości – Sara Dosa, Shane Boris i Ina Fichman
  - Moonage Daydream – Brett Morgen
  - Wszystko, co żyje – Shaunak Sen, Teddy Leifer i Aman Mann

### Najlepszy debiut brytyjskiego scenarzysty, reżysera lub producenta
(Nagroda im. Carla Foremana)
- Aftersun – Charlotte Wells (scenarzysta/reżyser)
  - Blue Jean – Georgia Oakley (scenarzysta/reżyser) i Hélène Sifre (producentka)
  - Electric Malady – Marie Lidén (reżyser)
  - Powodzenia, Leo Grande – Katy Brand (scenarzystka)
  - Rebellion – Elena Sánchez Bellot (reżyser) i Maia Kenworthy (reżyser)

### Najlepszy casting
- Elvis – Nikki Barrett i Denise Chamian
  - Na Zachodzie bez zmian – Simone Bär
  - Aftersun – Lucy Pardee
  - Wszystko wszędzie naraz – Sarah Halley Finn
  - W trójkącie – Pauline Hansson

### Nagroda dla wschodzącej gwiazdy
- Emma Mackey
  - Sheila Atim(inne języki)
  - Naomi Ackie
  - Daryl McCormack(inne języki)
  - Aimee Lou Wood

## Podsumowanie liczby nominacji
- 14 – Na Zachodzie bez zmian
- 10 – Duchy Inisherin i Wszystko wszędzie naraz
- 9 – Elvis
- 5 – Tár
- 4 – Aftersun, Batman, Powodzenia, Leo Grande, Top Gun: Maverick i Wieloryb
- 3 – Babilon, Imperium światła(inne języki), Guillermo del Toro: Pinokio(inne języki), Życie i W trójkącie
- 2 – Avatar: Istota wody, Podejrzana, Cicha dziewczyna(inne języki), Matylda(inne języki), Jednym głosem(inne języki) i Kobieta wojownik(inne języki)

## Podsumowanie liczby nagród
- 7 – Na Zachodzie bez zmian
- 4 – Duchy Inisherin
- 4 – Elvis